# Wielicki Staw

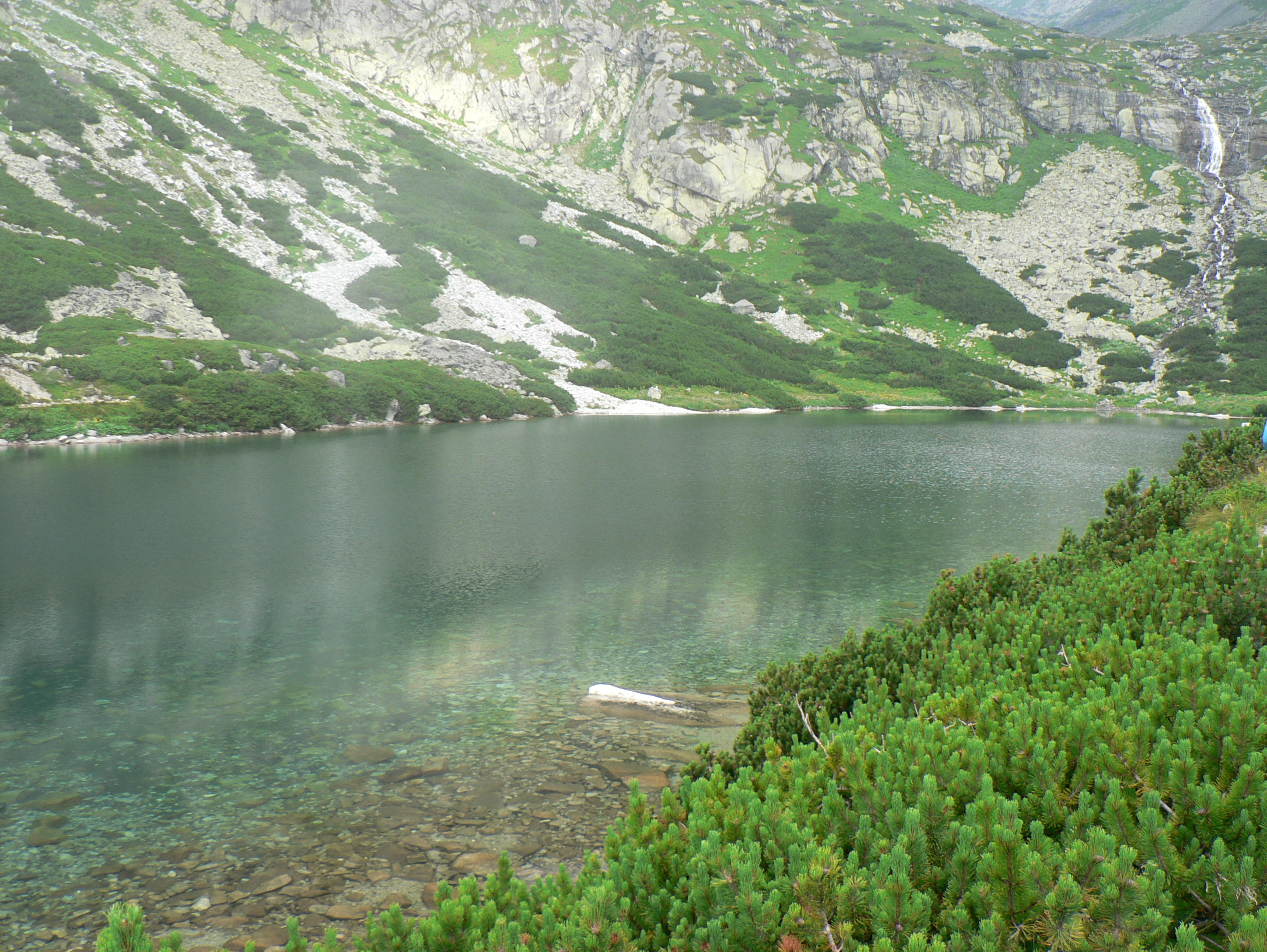
Wielicki Staw ze wschodniego brzegu

Wielicki Staw, dawniej Wielki Staw, Felkański Staw, Jezioro Felka (słow. Velické pleso, dawniej Veľké pleso, Felčanské jazero, niem. Felker See, dawniej Felkaer See, Fölker See, Völkaer See, Völkersee, węg. Felkai-tó) – staw tatrzański położony w Dolinie Wielickiej w słowackiej części Tatr Wysokich.

## Opis
Staw leży na wysokości 1663 m n.p.m., według pomiarów pracowników TANAP-u z lat 60. XX w. ma 2,241 ha powierzchni, wymiary 350 × 90 m i ok. 4,5 m głębokości. Jest największym stawem Doliny Wielickiej, oprócz niego w dolinie znajdują się inne mniejsze stawy, takie jak: Długi Staw Wielicki, Kwietnicowy Staw, Górne Kwietnicowe Stawki i Wielickie Oka. Powyżej północnego brzegu Wielickiego Stawu znajduje się Wielicka Siklawa, którą tworzą wody Wielickiego Potoku spadające z wysokiego progu doliny. Nad południowo-zachodnim brzegiem stoi hotel górski „Śląski Dom”, wybudowany w latach 1966–1968 na miejscu dawnego schroniska.
Wielicki Staw jest jeziorem polodowcowym, zamkniętym od południowej strony niedużą moreną. Jego dno jest spłaszczone w wyniku erozji. Nad brzegiem tego stawu w specjalnie na ten cel zbudowanej altance 3 czerwca 1995 podczas pielgrzymki na Słowację modlił się papież Jan Paweł II.

## Nazewnictwo
Dzisiejsza nazwa Wielickiego Stawu związana jest ze spiskim miasteczkiem Wielka. Dawniej zwany był Wielkim Stawem, Felkańskim Stawem i Jeziorem Felka. Starsze nazwy słowackie to Veľké pleso i Felčanské jazero, natomiast niemieckie Felkaer See, Felka See, Fölker See i Völkersee.

## Szlaki turystyczne
– zielony szlak z Tatrzańskiej Polanki wzdłuż Wielickiego Potoku nad Wielicki Staw i dalej na przełęcz Polski Grzebień.
- Czas przejścia z Tatrzańskiej Polanki nad Wielicki Staw: 1:45 h, ↓ 1:15 h
- Czas przejścia znad stawu na Polski Grzebień: 2 h, ↓ 1:30 h

  – znakowana czerwono Magistrala Tatrzańska na odcinku od Batyżowieckiego Stawu przez Gerlachowski Grzebień nad Wielicki Staw, stąd dalej na wschód do Smokowieckiego Siodełka.
- Czas przejścia znad Batyżowieckiego Stawu nad Wielicki Staw: 1 h w obie strony
- Czas przejścia znad Wielickiego Stawu na Siodełko: 2:05 h, z powrotem 2:20 h